# Jizhou (Tianjin)

Der Stadtbezirk Jizhou

Der Stadtbezirk Jizhou (蓟州区; Pinyin: Jìzhōu Qū) gehört zum Verwaltungsgebiet der regierungsunmittelbaren Stadt Tianjin in der Volksrepublik China. Er liegt im Norden von Tianjin. Die Fläche beträgt 1.590 Quadratkilometer und die Einwohnerzahl 795.516 (Stand: Zensus 2020).